# Konrad Valentin von Kaim
Konrad Valentin von Kaim, né le 28 novembre 1737 à Gengenbach en Allemagne et mort le 16 février 1801 à Udine, en Italie, est un officier général autrichien au service du royaume de France puis de la monarchie des Habsbourg. 
D'abord soldat au sein de l'armée française, il entre dans l'armée autrichienne en 1770 avec le grade de major et gravit peu à peu les échelons de la hiérarchie militaire. Commandant un régiment d'infanterie au début des guerres de la Révolution française, il se distingue à Jemappes et Wissembourg, ce qui lui vaut les épaulettes de général en 1793. Kaim continue à servir activement sur le Rhin au cours des années suivantes et est élevé au grade de feld-maréchal-lieutenant en 1797. Il participe ensuite à la seconde campagne d'Italie, où il enregistre plusieurs succès, et joue un rôle important lors de la bataille de Marengo face à Napoléon Bonaparte. 
Très respecté au sein du haut commandement impérial, il est mortellement blessé lors de la bataille de Pozzolo en 1800 et succombe quelques mois plus tard.

## Biographie

### Du simple soldat au colonel, 1737-1788
Konrad Valentin von Kaim est baptisé le 28 novembre 1737 à Gengenbach en Allemagne. Il est le quatrième enfant de Georg Friedrich Kaim, boulanger, et de Maria Symphorosa Winterhalter. Plusieurs sources le font naître en 1731 à Offenbourg,, mais cette affirmation est considérée comme erronée par les historiens Digby Smith et Karl Friedrich von Enzenthal qui s'appuient tous deux sur le registre des baptêmes de Gengenbach,. En 1750, le jeune Kaim s'engage dans l'armée royale française au sein du régiment de La Marck, avec lequel il participe à la guerre de Sept Ans. Promu lieutenant en second le 26 mai 1757, il est présent l'année suivante à la bataille de Krefeld, avant d'être nommé successivement lieutenant le 20 juillet 1761 et capitaine d'une compagnie de fusiliers de la légion de volontaires étrangers de Wurmser le 1er février 1762. 
En 1770, il passe au service de la monarchie des Habsbourg en 1770 et devient capitaine en second le 16 juillet de la même année. Le 25 septembre suivant, il est affecté en tant que second major au régiment d'infanterie no 41 Comte Plunkett, devenu en 1778 le no 41 Bender,. Veuf de Johanna Franziska Rienecker depuis 1768, il se remarie le 12 octobre 1776, à Vieux-Brisach, avec Catharina Viallan, originaire de Sélestat. Il est ensuite premier major en 1779, lieutenant-colonel le 28 juin 1785 et colonel le 10 novembre 1788 ; il prend à cette date le commandement du régiment Bender. En 1789, les provinces belges se révoltent contre le pouvoir impérial. Détaché sur place jusqu'en 1790, le régiment de Kaim est chargé de protéger la forteresse de Luxembourg et a l'occasion de se mesurer à plusieurs reprises aux bandes d'insurgés.

### Parcours pendant les guerres de la Révolution française

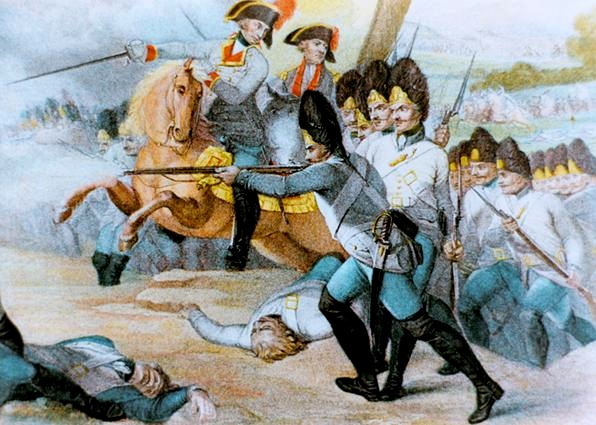
Grenadiers autrichiens au combat dans les années 1790. En 1796, Kaim commande une brigade de grenadiers à l'armée du Haut-Rhin.

La guerre contre la France ayant éclaté en 1792, Kaim remporte un premier succès le 15 mai lorsque, avec quatre compagnies du régiment Bender, il s'empare de la ville d'Orchies défendue par une garnison de 700 hommes. Le 7 septembre, il inflige une nouvelle défaite aux Français près de Château-l'Abbaye et profite de la confusion dans le camp adverse pour prendre la place de Saint-Amand le 8. Il est également présent lors du siège de Lille, du 29 septembre au 8 octobre, mène quelques jours plus tard un raid sur l'abbaye d'Hasnon, défend victorieusement Mouchin le 20 octobre et bat la légion belge à Boussu le 3 novembre. Le 6, au cours de la bataille de Jemappes, Kaim exerce les fonctions de brigadier sur le flanc droit autrichien avec, sous ses ordres, deux bataillons de son régiment et trois escadrons de hussards du régiment no 16 Graf von Blankenstein ; le régiment Bender, fortement engagé, déplore 14 officiers et 400 hommes hors de combat à l'issue de cette journée. En récompense de ses services, Kaim reçoit la croix de chevalier de l'ordre militaire de Marie-Thérèse le 19 novembre 1792.
En 1793, Kaim participe au siège de Mayence et à la première bataille de Wissembourg le 13 octobre. Nommé général-major en décembre 1793 ou le 1er janvier 1794, il prend le commandement d'une brigade de réserve faisant partie de l'armée du prince de Saxe-Cobourg, qui fait alors campagne dans les Pays-Bas. Il est ensuite envoyé à l'armée du Haut-Rhin pour y être placé à la tête d'une brigade de grenadiers intégrée à la division du général Riesch. Kaim fait avec distinction la campagne de 1796 et se signale notamment aux batailles de Neresheim, Amberg et Wurtzbourg. Le 1er mars 1797, l'ancien soldat du roi de France est élevé au grade de feld-maréchal-lieutenant du Saint-Empire.
À la même époque, il est chargé de conduire sa division en Italie pour faire face à l'armée française de Napoléon Bonaparte. Deux ans plus tard, il sert à nouveau en Italie sous les ordres du général Kray. Le 26 mars 1799, il conduit les troupes impériales lors de l'indécise bataille de Vérone qui l'oppose au général Moreau. Blessé durant l'engagement, Kaim participe cependant à la victoire de Magnano le 5 avril suivant. Le général est ensuite chargé du siège de Pizzighettone qui capitule le 11 mai, puis de celui de Turin qui se rend à son tour le 20 juin en lui livrant 382 canons et 40 000 mousquets. Considéré alors comme l'un des meilleurs généraux autrichiens de l'armée d'Italie, il devient proche du général en chef Michael von Melas dont il est un conseiller écouté.

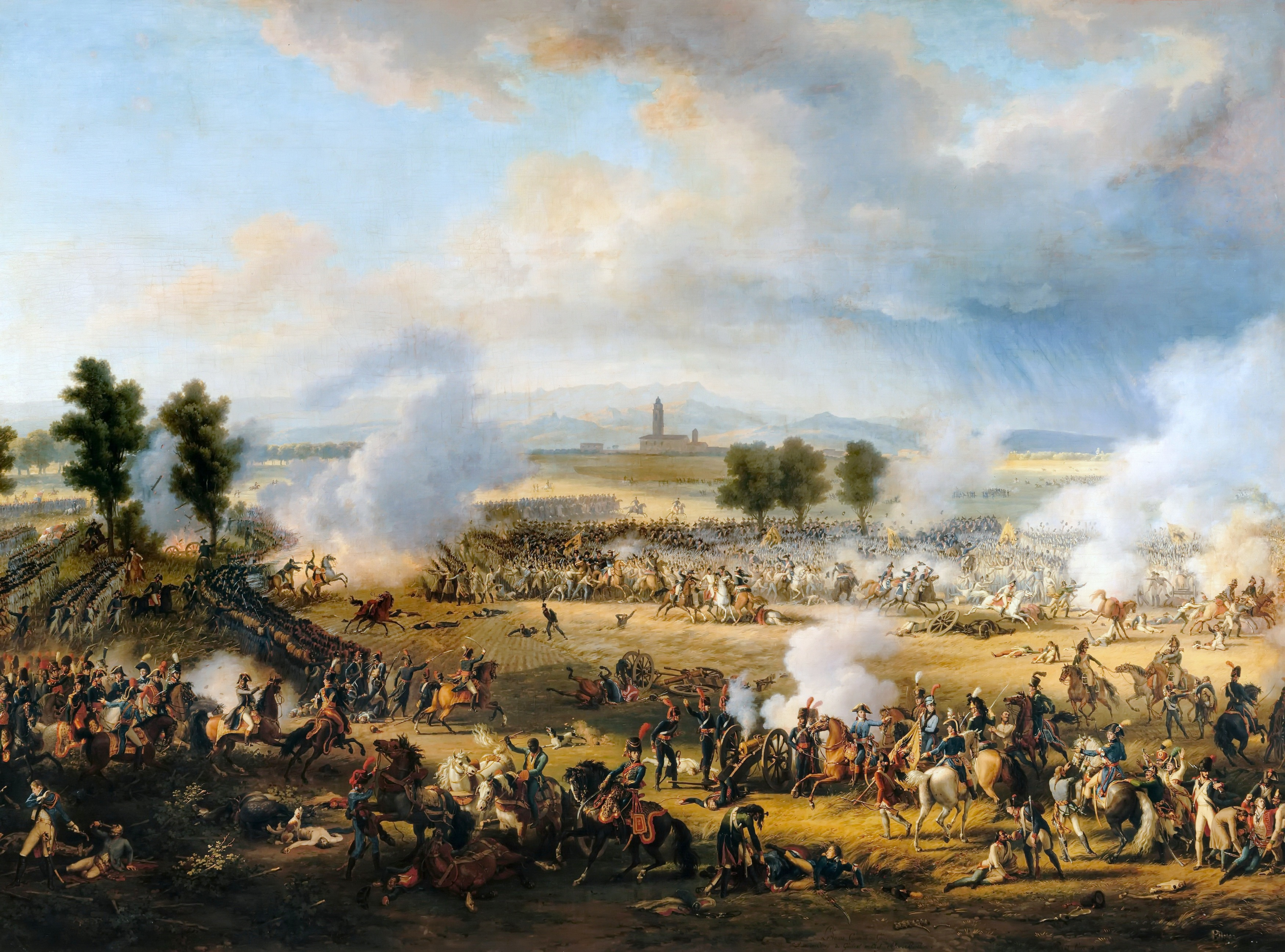
La bataille de Marengo, par Louis-François Lejeune. Kaim joue un rôle important lors de cet affrontement en se voyant confier, conjointement avec Zach, le commandement de l'armée autrichienne après le départ de Melas.

Le 14 juin 1800, l'armée de Melas affronte les forces françaises commandées par Bonaparte lors de la bataille de Marengo. Affectée au centre, la division de Kaim déploie trois brigades sous les généraux Briey, Knesevich et Wolff de la Marselle, pour un total de 4 909 hommes en huit bataillons. La première offensive de Kaim sur Marengo est repoussée par les Français à 11 h, mais le général autrichien renouvelle ses efforts à 12 h 30 en ciblant cette fois les ailes des troupes de Victor. Marengo tombe aux mains des Impériaux aux alentours de 14 h, ce qui contraint Napoléon à ordonner un mouvement de retraite. Croyant la victoire acquise, Melas quitte le champ de bataille et laisse le commandement à Kaim et au général Zach, son chef d'état-major. La situation tourne cependant à l'avantage des Français avec l'arrivée du corps de Desaix et les charges de la cavalerie qui précipitent la défaite autrichienne. 
Pendant la campagne d'hiver de 1800 en Italie, Kaim dirige la plus grande division de l'armée impériale, forte de 12 000 hommes. Ce commandement fait de lui l'un des principaux subordonnés du comte de Bellegarde. Il est mortellement blessé le 25 décembre au cours de la bataille de Pozzolo et meurt le 16 février 1801 à Udine.

## Évaluation
Officier aux qualités militaires reconnues, actif et courageux, Kaim jouit d'une estime unanime au sein du haut commandement impérial ; Ebert note que « chacun de ses collègues généraux lui vouait le plus grand respect ». Melas, en particulier, en fait l'un de ses conseillers les plus proches.